# Кавалера
Кавалера је насеље у Италији у округу Катанија, региону Сицилија.
Према процени из 2011. у насељу је живело 119 становника. Насеље се налази на надморској висини од 371 м.